# Stenomelania
Stenomelania là một chi ốc nước ngọt trong họ Thiaridae.

## Các loài
Chi Stenomelania gồm loài:
- Stenomelania rufescens